# Diocèse de Beyrouth
Le diocèse de Beyrouth, ou diocèse de Baruth, était un diocèse du royaume latin médiéval de Jérusalem.

## Histoire
La présence de l'Église latine au Liban débuta avec les Croisades à la fin du XIe siècle et prit fin avec la défaite finale des Croisés et la disparition des États latins d'Orient après le milieu du XIIIe siècle. À cette époque, sur les territoires correspondant à l'actuel Liban, plusieurs diocèses latins furent établis, supplantant la plupart du temps les anciens évêchés des premiers temps du christianisme : l'archidiocèse de Tyr, dont dépendaient les diocèses suffragants d'Acre, Banias, Sidon et de Beyrouth, tandis que du patriarche latin d'Antioche dépendaient les diocèses suffragants du Gibelet, Tripoli et Tortose. Ces diocèses disparurent à la fin de la période des Croisades et n'en demeurent aujourd'hui que les titulatures.
La présence latine continua néanmoins dans le pays avec les Frères mineurs, arrivés dès le XIIIe siècle, puis avec des missionnaires d'autres ordres religieux, tels que les Frères capucins, les carmélites, les vincentins et les jésuites, arrivés au XVIIe siècle. Le maronite Joseph-Aloys Assemani agissait comme légat papal pour le Concile libanais de 1736 et y présenta les propositions de réforme pour l'Église maronite. Pour les fidèles de rite latin du Liban, aucune circonscription ecclésiastique ne fut instituée jusqu'à la fin du mandat français à la fin de la Seconde Guerre mondiale : le nonce apostolique de Syrie occupait les fonctions d'évêque des catholiques latins du Liban.
Le 4 juin 1953 fut érigé le vicariat apostolique de Beyrouth.

## Liste des évêques
- Baudouin (fl. 1142), assiste au concile d'Antioche de 1142
- Jean (fl. 1146), s'oppose à l'élection de Raoul comme archevêque de Tyr
- Baudouin (fl. 1147), assiste à l'assemblée de barons à Saint-Jean-d'Acre en 1147
- Mainard, mort à Tyr le 25 avril 1174
- Renaud, sacré le 2 mai 1175 par l'archevêque Guillaume de Tyr
- Raymond, mort le 13 septembre 1180, peut-être le même que le précédent
- Eudes, sacré par Guillaume de Tyr, décédé en 1190 lors du siège de Saint-Jean-d'Acre
- Robert (fl. 1210)
- Walleran ou Gualeran (c. 1233–1245)
- Bernard (fl. 1267)
- Barthélemy (c. 1272–1283)

## Liste des évêques titulaires
- Robert (1315-1323)
- Emmanuel Longus, élu évêque mais mort avant d'être confirmé
- Matthieu, de l'Ordre des Frères mineurs (1323–1333)
- Pierre (fl. 1348)
- Jacques, mort en 1397
- Blaise de Clusiano, de l'Ordre des Frères mineurs (fl. 1397)